# Літаючий туалет

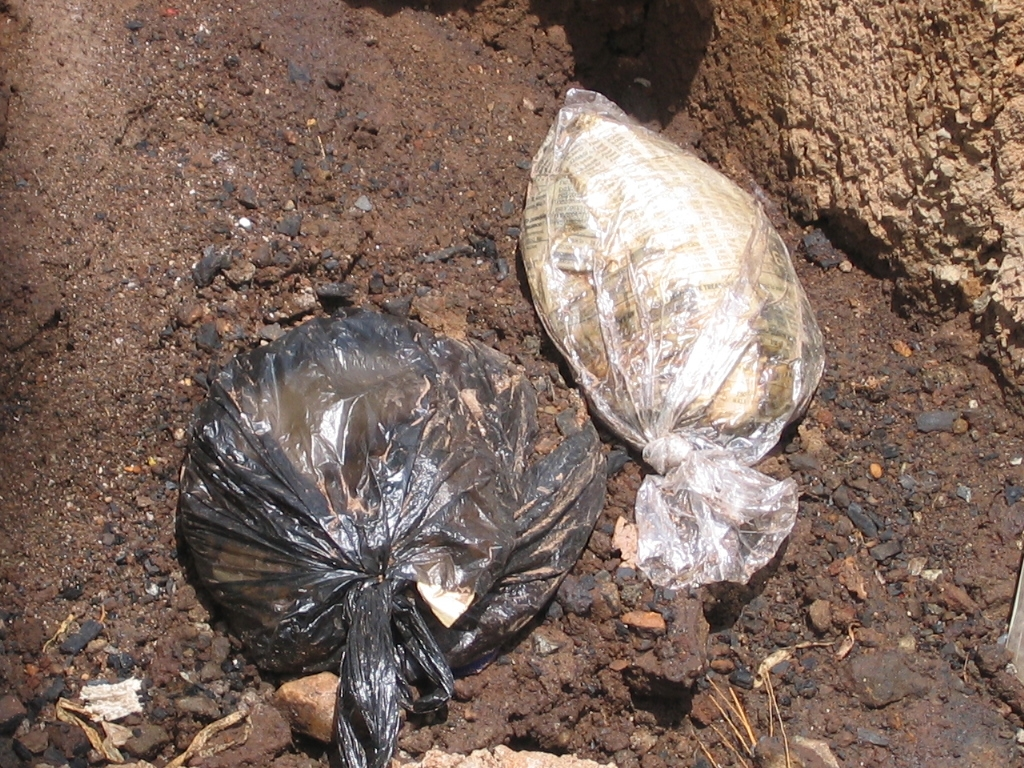
Літаючі туалети після того, як їх використали (наповнили) і викинули в нетрях Кібера в Найробі, Кенія

Літаючий туалет — жартівлива назва поліетиленового пакета, який використовується як простий пристрій для збору людських фекалій, коли бракує належних туалетів і люди змушені практикувати відкриту дефекацію. Наповнені та зав'язані поліетиленові пакети потім викидають у канави або на узбіччя. Особливо пов'язані з нетрями, їх називають літаючими туалетами, «бо, наповнивши, їх викидають якнайдалі».

## Використання

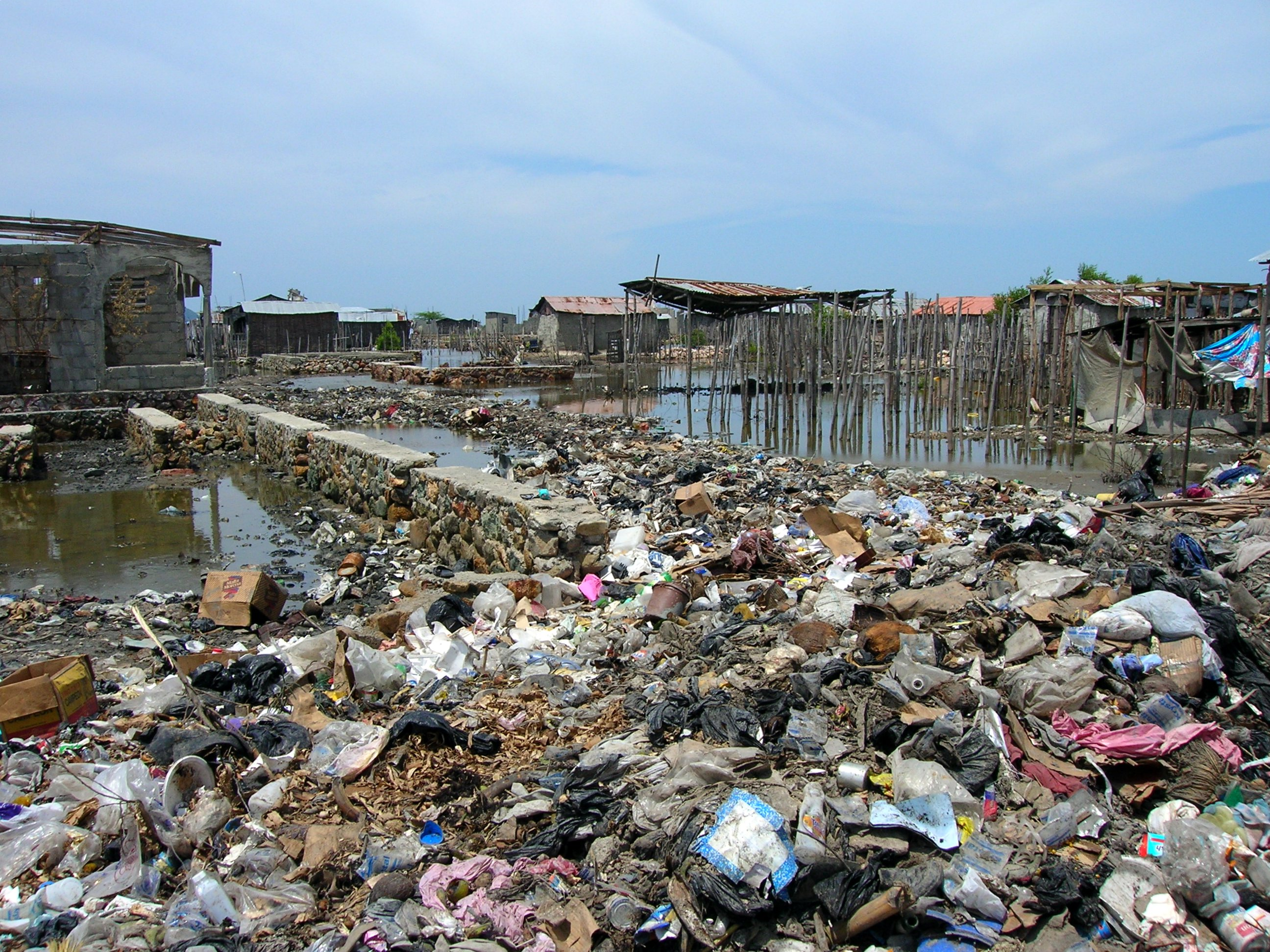
Летаючі туалети та інші відходи в нетрях у Кап-Гаїтієні, Гаїті.

Літаючі туалети особливо асоціюються з нетрями навколо Найробі, Кенія, особливо з Кіберою. Згідно зі звітом Програми розвитку Організації Об'єднаних Націй, оприлюдненим у Кейптауні 9 листопада 2006 року, «двоє з трьох людей [у Кібере] вважають літаючий туалет основним доступним для них способом утилізації екскрементів». Це суперечить звіту уряду Кенії, який вказує, що 99 % жителів Найробі мають доступ до санітарних послуг. У звіті ПРООН обвинувачують бюрократів і політиків у табу, що обговорюють туалети, тоді як інші бачать небажання влади Найробі офіційно оформити те, що вони характеризують як «незаконне поселення».
Схожою концепцією в Сполучених Штатах є «бомба для вантажівок», описана у звіті ЗМІ як практика індустрії вантажних перевезень мочитися в пластикові пляшки та викидати їх з автомобіля як альтернатива зупинці вантажівки або використанню засобів на зупинках.

## Проблеми
Купи поліетиленових пакетів збираються на дахах і приваблюють мух. Деякі з них від удару розриваються та/або забивають дренажні системи. Якщо вони потраплять на розбиті водопровідні труби, падіння тиску води може спричинити засмоктування вмісту у водопровідну систему. Люди також можуть постраждати від сумок, оскільки їх кидають наосліп. У сезон дощів дренаж, забруднений екскрементами, може потрапляти в помешкання; деякі діти навіть плавають у ньому. Такий тісний контакт викликає страх перед такими захворюваннями, як діарея, шкірні захворювання, черевний тиф і малярія.
Практика справляти нужду на вулиці, далеко від дому, особливо в темний час доби, викликає занепокоєння і за особисту безпеку, особливо у дівчат і жінок.
У 2009 році компанія Rift Valley Railways назвала літаючі унітази, викинуті на залізничну колію в Кібері, причиною сходження вантажного поїзда з рейок, у результаті якого загинуло двоє людей.

## Підходи до альтернатив

### Громадські санітарні блоки
Кілька некомерційних організацій запустили кампанію «Зупиніть літаючі туалети» в Кенії, використовуючи крилатий логотип і спонсоруючи забіги за участю відомих кенійських марафонців. Будівництво трьох санітарних блоків (громадських туалетів) у Кіамбіу, нетрях Найробі з 40 000 до 50 000 жителів, зменшило використання літаючих туалетів і, таким чином, зменшило засмічення дренажної системи та спалахи холери та діареї. Громадські туалети, побудовані неурядовою організацією Maji na Ufanisi, що базується в Найробі, вимагають плату за користування, але вони досить популярні.

### Біорозкладні пластикові пакети, що містять дезінфікуючий засіб
Шведська компанія Peepoople розробила більш досконале та безпечніше мобільне санітарне рішення, яке схоже на простоту літаючих туалетів і використовує пластикові пакети: їхня туалетна сумка називається «Peepoo bag» і є «персональною одноразовою сумкою, самодезінфікуючим, повністю біорозкладним туалетом».

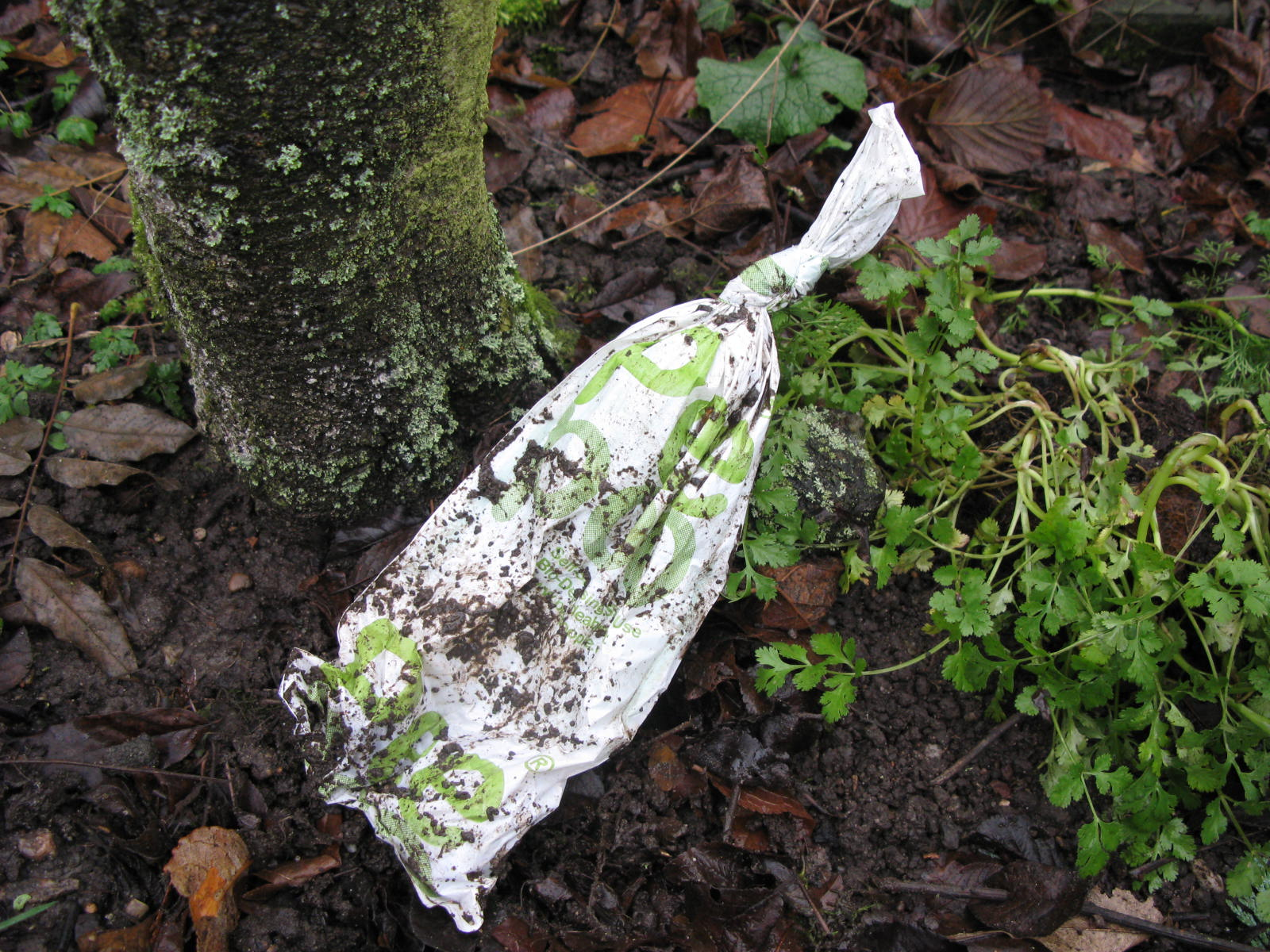
Наповнений мішок PeePoo приблизно через місяць у ґрунті саду в Німеччині

Ця сумка використовується в гуманітарних організаціях, школах і міських нетрях у країнах, що розвиваються, наприклад у Кенії.

### Контейнерна санітарія
Контейнерна каналізація є ще одним портативним варіантом для поселень з низьким рівнем доходу, де каналізаційні системи неможливі. Відходи збирають у контейнери, які можна герметично закривати та вивозити на утилізацію. Таким чином, користувачам не потрібно самостійно обробляти екскременти (що є ключовим критерієм для «покращеної санітарії»). В одному пілотному дослідженні в Кап-Гаїтьєні, Гаїті, контейнерна санітарія майже виключила використання летючих туалетів і відкриту дефекацію. Проте, як правило, існують витрати, пов'язані з установкою та транспортуванням цих контейнерів, що може стати перешкодою для їх використання серед громад з низьким рівнем доходу.